# Diego Velazquez (acteur)
Pour les articles homonymes, voir Diego Velazquez.
 (juillet 2016).
Si vous disposez d'ouvrages ou d'articles de référence ou si vous connaissez des sites web de qualité traitant du thème abordé ici, merci de compléter l'article en donnant les références utiles à sa vérifiabilité et en les liant à la section « Notes et références ».
Diego Velazquez né le 5 décembre 2001 à Portland, Oregon (Etats Unis) est un acteur américain, connu pour son rôle de Billy Thunderman dans la célèbre série de Nickelodeon, Les Thunderman.

## Filmographie
- 2009 : The City of Your Final Destination - Personne serviable au dépôt de bus
- 2010 : Mesures exceptionnelles - Patrick Crowley
- 2010 : Blackstar Warrior - Jawa
- 2010 : Leverage - Young Nathan Ford
- 2012 : Grimm - Son
- 2013–2018 : Les Thunderman - Billy Thunderman
- 2013 : More Porkchop - Muhley
- 2014 : Trois fantômes chez les Hathaway - Billy Thunderman